# Nouschahr
Nouschahr (auch Noschahr, persisch نوشهر, DMG Naušahr, ‚Neustadt‘) ist eine Hafenstadt in der Provinz Mazandaran an der südlichen Küste des Kaspischen Meers, ungefähr 8 km von Tschalus entfernt.

## Bedeutung
Die für ihre Schönheit und das feuchte Klima bekannte Stadt ist ein Touristenort und Sitz mehrerer Universitäten und Hochschulen. Während der Regentschaft von Mohammad Reza Pahlavi galt der Ort als „zweite Hauptstadt“, da sich viele Regierungsvertreter während der Sommermonate dort aufhielten. Hier ansässige Industriezweige sind Schifffahrt, Landwirtschaft, Verarbeitung von Bauholz, Lebensmittelverarbeitung und Stahlindustrie. Bekannt ist der  Botanische Garten von Nouschahr. Außerdem verfügt die Stadt über einen eigenen Flughafen. Der private Fußballverein Shemushack Noshahr F.C. von Nouschahr spielt momentan in der Āzādegān Liga. Die Stadt und insbesondere ihr Hafen sind im Shooter Battlefield 3 Schauplatz der Geschehnisse. In den Hafen wurde viel Geld investiert. Die Streitkräfte des Iran unterhalten in Nouschahr die Marineakademie.

## Persönlichkeiten
- Rahman Ahmadi (* 1980), Fußballspieler